# 塞羅西爾韋斯特雷
塞羅西爾韋斯特雷（西班牙語：Cerro Silvestre），是巴拿馬的城鎮，位於該國中東部，由西巴拿馬省的阿賴漢區負責管轄，面積19.3平方公里，海拔高度77米，2010年人口23,592，人口密度每平方公里1,225.1人。